# Parafia Matki Bożej Fatimskiej w Odolionie
Parafia Matki Bożej Fatimskiej w Odolionie – parafia rzymskokatolicka, znajdująca się w diecezji włocławskiej, w dekanacie nieszawskim. 